# Mrs. Ples

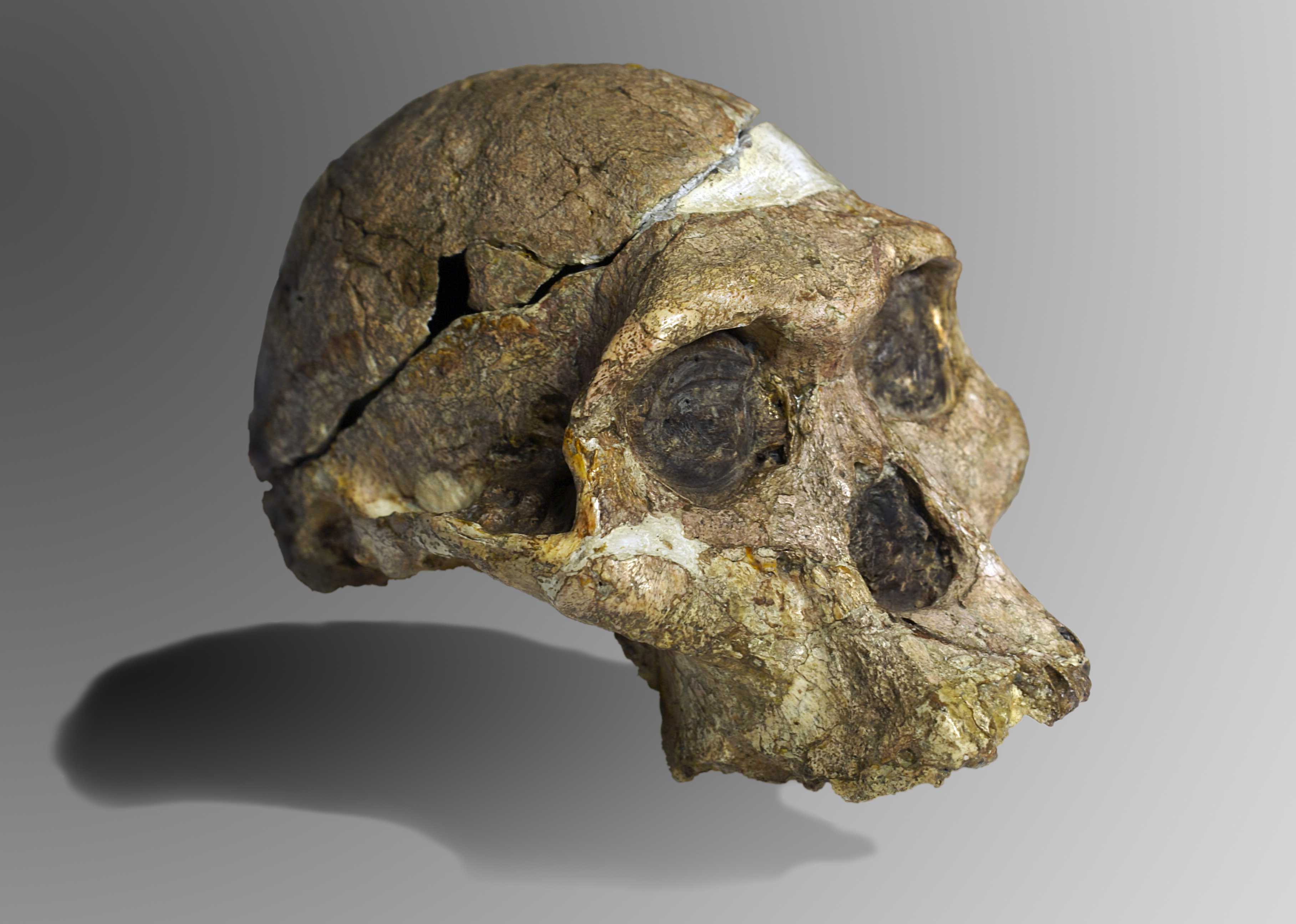
Czaszka Pani Ples

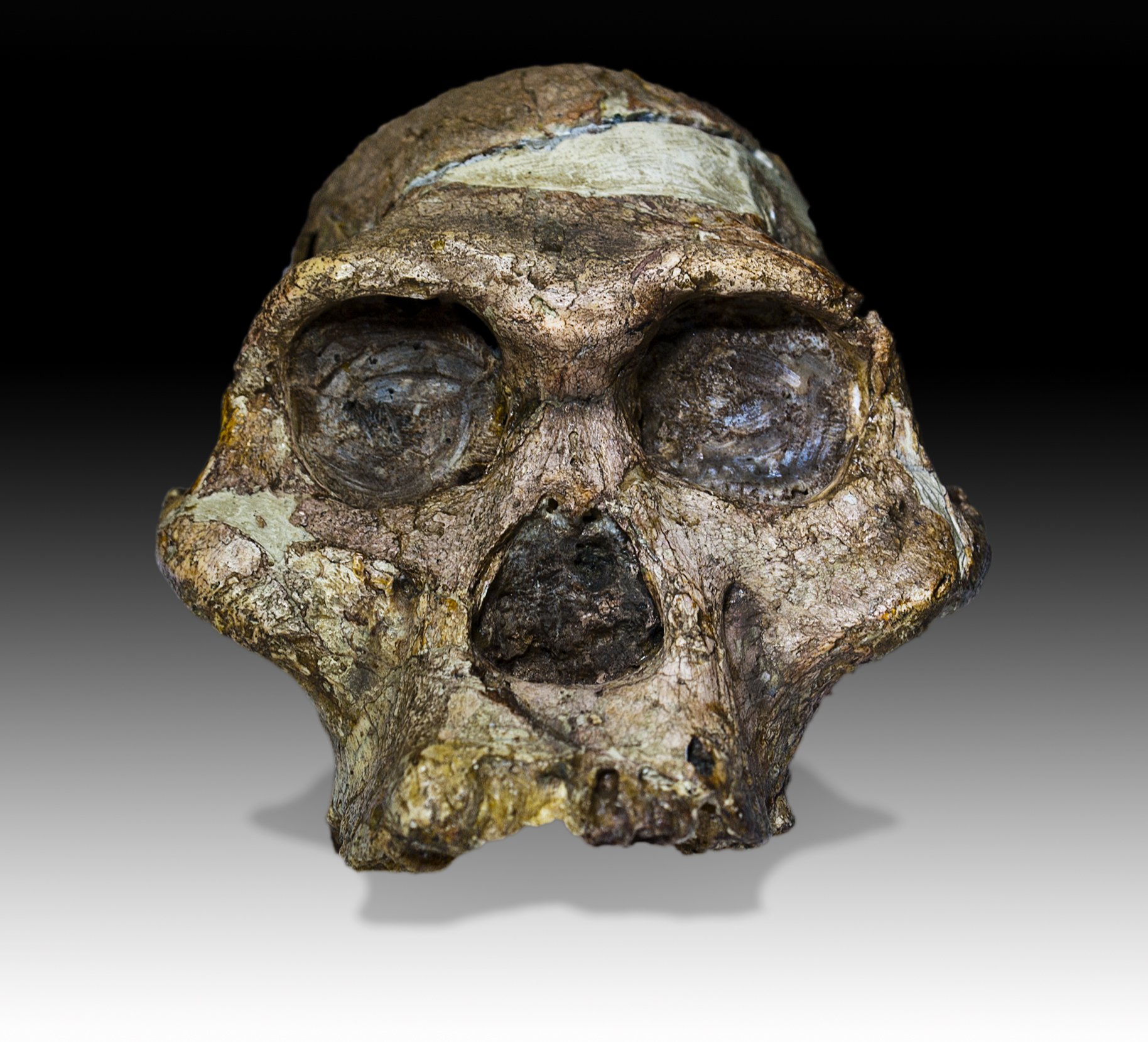
Czaszka Pani Ples

Pani Ples (ang. Mrs Ples) — popularna nazwa najbardziej kompletnej czaszki przedstawiciela gatunku Australopithecus africanus znalezionej w Afryce Południowej. Odkrycia dokonali Robert Broom (kurator Muzeum Transwalskiego) i John T. Robinson (asystent Brooma) 18 kwietnia 1947 roku w jaskini w okolicach Sterkfontein (w pobliżu Krugersdorp, 30 km na północny zachód od Johannesburga). Oznaczenie katalogowe czaszki to STS 5. Wiek czaszki przez wiele lat szacowano na 2,15–2,8 mln lat, jednak najnowsze badania datują ją na 3,4–3,7 mln lat.
W 2004 roku czaszka znalazła się na liście 100 najważniejszych obiektów Republiki Południowej Afryki. Jest przechowywana w Muzeum Transwalu w Pretorii. Czaszka znalazła się na znaczkach pocztowych RPA z lat 1989 i 2000.
Panią Ples uważa się za odległego przodka człowieka. Posiadała ona małą czaszkę (porównywalną z czaszką szympansa), i poruszała się w sposób wyprostowany na dwóch nogach. Przez odkrywców została przypisana do gatunku Plesianthropus transvaalensis, lecz obecnie (po usystematyzowaniu nazewnictwa kopalnych hominidów) uważa się ją za przedstawiciela gatunku Australopithecus africanus opisanego przez Raymonda Darta w r. 1925.

## Historia badań
Od chwili odkrycia czaszka Pani Ples jest obiektem ciągłych badań coraz to nowszymi metodami, które przynoszą nowe fakty. Początkowo sądzono, że czaszka należała do młodocianej samicy z gatunku Australopithecus africanus. Wniosek ten wysnuł Broom na podstawie porównania wielkości czaszki z czaszką odkrytą przez niego w 1936 również w Sterkfontein. Obecnie uważa się ją za czaszkę młodocianego przedstawiciela rodzaju męskiego. Na młodociany wiek osobnika wskazują również wyniki badań rentgenowskich korzeni jego zębów. Niektórzy badacze sugerują na podstawie stosunkowo niedawnych badań że czaszka STS 5 należy do tego samego osobnika co szczątki szkieletu (kręgosłupa, miednicy, żeber i kości udowej) o numerze katalogowym STS 14, znalezione w sierpniu 1947 roku również przez Brooma w Stekrfontein, w bezpośrednim pobliżu miejsca znalezienia czaszki STS 5.
W 2022 roku badania zespołu pod wodzą Darryla Grangera z Uniwersytetu Purdue podważyły wcześniejsze datowanie czaszki, przesuwając je o ponad milion lat wstecz: z 2–2,5 mln lat do 3,4–3,7 mln lat. Ten sam zespół podobnie datował wcześniej inne szczątki z Sterkfontein – niemal kompletny szkielet Little Foot (Stw 573).